# Lassalle-Institut
Das Lassalle-Institut ist eine Community von Menschen in Führungsverantwortung, die durch ein weltweites Netzwerk von Bildungs- und Forschungseinrichtungen des Jesuitenordens getragen und gefördert wird. Die Community lädt Menschen mit Führungsaufgaben dazu ein, an den Umbrüchen in der Leistungsgesellschaft zu wachsen. So können sie inspiriert wirken, gut entscheiden und Veränderungen sinnvoll begleiten. Der Sitz des Lassalle-Instituts befindet sich in Edlibach im Kanton Zug/Schweiz.

## Geschichte
Das Lassalle-Institut wurde 1995 von Niklaus Brantschen SJ, Jesuit und Zen-Meister, und von Pia Gyger mit Sitz im Lassalle-Haus in Edlibach ZG gegründet. Das Lassalle-Haus ist ein Zentrum für Spiritualität, Dialog und Verantwortung. Dessen Name bezieht sich auf den Jesuiten Hugo Makibi Enomiya-Lassalle, der die traditionsreichen Wege der Mystik aus christlicher und östlicher Tradition in Europa zusammengebracht hat.

## Rechtsform, Trägerschaft
Die Trägerschaft des als Verein organisierten Instituts bildet die zentraleuropäische Provinz der Jesuiten. Es wird durch einen Beirat, zusammengesetzt von Persönlichkeiten aus Wirtschaft und Politik, begleitet.
Das Institut arbeitet ideell und finanziell autonom. Projekte werden durch Zuwendungen von Stiftungen und durch Membership-Beiträge unterstützt.

## Veranstaltungsformate
Das Lassalle-Institut lädt zu verschiedenen Veranstaltungsformaten ein:
- Symposium: Bei den alljährlich stattfindenden Symposien werden aktuelle Herausforderungen in der Unternehmensführung aufgegriffen. Dazu werden renommierte nationale und internationale Führungspersönlichkeiten eingeladen. Die Teilnehmenden erhalten Gelegenheit für persönliche Reflexion, Austausch und Vernetzung.
- Zirkel: Menschen in Führungsverantwortung treffen sich regelmässig, um sich über spezifische Führungsthemen oder in Form von kollegialer Beratung über Führungsfragen auszutauschen.
- Führungsdialoge: Die Einzelgespräche in persönlichem Rahmen bieten die Möglichkeit, individuelle Fragestellungen in der Führungsverantwortung zu vertiefen.
- Veranstaltungen zum Thema Ökosoziale Transformation: In jährlichem Turnus beschäftigten sich das Eco Summer Camp und ebenso die Environmental Justice Conference mit den Herausforderungen der ökosozialen Transformation.

## Vernetzung
Das Lassalle-Institut steht mit diversen Bildungs- und Forschungseinrichtungen weltweit in Kontakt, um gemeinsam Veranstaltungsformate zu realisieren und den wissenschaftlichen Austausch zu pflegen. Folgende universitäre Einrichtungen aus dem globalen Netzwerk der Jesuiten zählen beispielsweise zu den Partnern des Lassalle-Instituts:
- Santa Clara University, Santa Clara, USA
- Georgetown University, Washington D.C., USA
- ESADE Ramon Llull University, Barcelona
- Hochschule für Philosophie, München